# Норбеоцистин
Норбеоцистин — алкалоїд, який міститься у грибах Psilocybe, аналог псилоцибіну. Він міститься як другорядна сполука в більшості псилоцибінових грибів разом із псилоцином, псилоцибіном, аеругінасцином і беоцистином.
Норбеоцистин є N -деметильованим похідним беоцистину і фосфорильованим похідним 4-гідрокситриптаміну. Останній відомий як позиційний ізомер серотоніну, повна назва якогог 5-гідрокситриптамін.

## Відкриття
Вперше він був виділений із грибів Люнгом і Полом у 1968 році. Він міститься в таких галюциногенних грибах, як Psilocybe baeocystis.